# 박재우 (1998년)
박재우(1998년 3월 6일 ~ )는 대한민국의 축구 선수이다. 포지션은 수비수이다. 현재 진주시민축구단 소속이다.